# Gisela von Arnim
Gisela von Arnim (também Giesela; 30 de agosto de 1827, Berlim – 4 de abril de 1889, Florença) foi uma escritora alemã, principalmente de contos de fadas .

## Biografia
Gisela era a filha mais nova de Achim e Bettina von Arnim. Não recebeu uma educação formal, tendo sida ensinada apenas pelas suas irmãs. Na sua juventude,  lia contos de fadas e poesia romântica, especialmente as obras de Wilhelm Hauff, começando eventualmente a escrever os seus próprios contos de fadas. Juntamente com as suas irmãs, Gisela criou o "círculo Kaffeter", inicialmente um grupo para mulheres jovens e eventualmente um salão literário que também incluía homens. Hans Christian Andersen e Emmanuel Geibel eram membros honorários incluíam. Em 1859, casou-se com o germanista e historiador de arte Herman Grimm, filho de Wilhelm Grimm.

## Obras
- Das Leben der Hochgräfin Gritta von Rattenzuhausbeiuns (com Bettina von Arnim)
- Mondkönigs Tochter
- Aus den Papieren eines Spatzen
- Das Licht
- Die gelbe Haube
- Dramatische Werke (coleção)